# Hitman: Contracts
Hitman: Contracts ist ein 2004 von IO Interactive entwickeltes und von Eidos Interactive für Microsoft Windows, PlayStation 2 und Xbox veröffentlichtes Stealth-Videospiel. Es ist die dritte Folge der Hitman-Serie und dient sowohl als Remake von Hitman: Codename 47 als auch als Fortsetzung von Hitman 2: Silent Assassin mit verbesserter Grafik. Das Spiel enthält auch mehrere neue Missionen, die als Flashbacks für den Protagonisten Agent 47 dienen, nachdem er bei einem gescheiterten Auftrag fast getötet wurde.
Die Aufträge wurden allgemein positiv bewertet. Das Lob richtete sich auf die verbesserten Gameplay-Elemente, die Grafik, den Soundtrack und die Atmosphäre, während die Kritik dem Mangel an wichtigen Verbesserungen und der Ähnlichkeit mit den beiden vorherigen Spielen vorbehalten war. Bis April 2009 wurden rund 2 Millionen Exemplare verkauft. High-Definition-Versionen von Hitman: Contracts, Hitman 2: Silent Assassin und der Fortsetzung Hitman: Blood Money wurden im Januar 2013 als Hitman HD Trilogy auf PlayStation 3 und Xbox 360 veröffentlicht.

## Gameplay
In Hitman: Contracts steuert der Spieler den Protagonisten Agent 47 aus der Third-Person-Perspektive, der verschiedene Orte auf der ganzen Welt bereist, um bestimmte Ziele zu ermorden. Es kann eine breite Palette von Waffen verwendet werden, von Küchenmessern, Sturmgewehren und Handfeuerwaffen bis hin zu Maschinengewehren. Um die Missionen abzuschließen, können verschiedene Wege genommen werden. Das Spiel ist auf Stealth ausgelegt, allerdings kann der Spieler je nach eigenem Ermessen auch aggressiver vorgehen. Im Laufe des Spiels kann der Spieler verschiedene Waffen sammeln, die sich in den Levels befinden, die er dann für zukünftige Missionen verwenden kann. Abgesehen von den einfacheren Möglichkeiten, Ziele zu erschießen oder zu erwürgen, ermöglichen verschiedene Missionen dem Spieler subtilere Möglichkeiten, wie den Einsatz von Gift oder „Unfälle“ zu verursachen wie beispielsweise einen durch Hitze verursachten Herzinfarkt in einer Sauna zu verwenden.
Spieler werden anhand mehrerer Faktoren anhand ihrer Leistung bewertet. Dazu zählen die Anzahl der abgefeuerten Schüsse, die getöteten NPC (und ob sie bewaffnete Gegner oder Unschuldige waren) und wie häufig Gegner alarmiert wurden. Der niedrigste Rang ist Massenmörder, der an Spieler vergeben wird, die eine große Anzahl von NPCs töten, um ihr Ziel zu verfolgen, und keine Tarnung verwenden. Der höchste Rang ist Silent Assassin, der verdient wird, wenn der Spieler seine Mission erfüllt, ohne entdeckt zu werden und im Allgemeinen keine anderen als die beabsichtigten Ziele zu töten.
Hitman: Contracts setzt den Trend kontextbasierter Steuerung fort, was bedeutet, dass eine Schaltfläche in verschiedenen Situationen für verschiedene Zwecke verwendet wird. Befindet sich der Spieler beispielsweise in der Nähe einer Tür, kann der Spieler in der Nähe einer Tür über eine Schaltfläche zwischen Lockpick oder einfachem Öffnen der Tür wählen. Wenn sich der Spieler in der Nähe eines bewusstlosen oder toten NPC befindet, kann mit demselben Knopf entweder das Outfit der Person angezogen oder der Körper in einen Bereich gezogen werden, in dem er von Wachen nicht gefunden wird.
Zusammen mit der kontextbasierten Steuerung kehrt auch die Auffälligkeitsanzeige zurück. Diese Anzeige informiert den Spieler darüber, wie nahe er daran ist, seine jeweilige Deckung auffliegen zu lassen. Aktionen wie zu häufiges Laufen in Innenräumen, sichtbares Halten von Waffen, Aufenthalt in Sperrgebieten oder Schleichen können Verdacht erregen. Die Nähe erhöht normalerweise auch die Geschwindigkeit, mit der solche Aktionen als verdächtig eingestuft werden. Wenn sich die Anzeige füllt, schießen die Wachen beim Anblick des Spielers auf selbigen und die aktuelle Verkleidung wird unbrauchbar. Wenn die Wachen einen am Boden liegenden Körper entdecken oder wenn ein bewusstloser Zeuge geweckt wird und die anderen alarmiert, wird die Verdachtsanzeige schneller als sonst angehoben.
Verkleidungen können entweder in der Umgebung gefunden oder von den Körpern männlicher NPCs angezogen werden. Abhängig von der Verkleidung kann der Spieler dann auf Bereiche zugreifen, die sonst nur eingeschränkt zugänglich sind. Diese Verkleidungen können von den Wachen unter bestimmten Umständen wie oben schon beschrieben durchschaut werden. Wenn z. B. alle Wachen in einem Level Schrotflinten tragen, wird ein Spieler, der als Wache verkleidet, aber nicht genauso ausgerüstet ist, mehr Verdacht erregen. Bestimmte Verhaltensweisen, wie das Öffnen von Schlössern, führen auch dazu, dass Wachen auch eine Verkleidung durchschauen.

## Handlung
Am 17. März 2004, ungefähr zwei Jahre nach den Ereignissen von Hitman 2: Silent Assassin, wird Agent 47 durch einen Schuss schwer verwundet, während er für seine Arbeitgeber, die International Contract Agency (ICA), einen Auftrag in Paris ausführt. Als er in sein Hotelzimmer zurückkehrt, beginnt er sich an seine Vergangenheit zu erinnern, die erste Erinnerung zeigt dabei seine Flucht vor rumänischen Spezialeinheiten, nachdem er einen seiner „Väter“, Prof. Dr. Otto Wolfgang Ort-Meyer, in dessen eigener Einrichtung getötet hat. Anschließend erinnert 47 sich an verschiedene Aufträge, die er im Laufe der Jahre absolviert hat, darunter die Ermordung von zwei Fetischisten, welche die Tochter eines Klienten aus Rumänien entführt hatten; die eines Schwarzmarkthändlers in Kamtschatka, der Waffen an Terroristen verkauft, und die Zerstörung ihrer Labore an Bord eines U-Bootes; die Ermordung eines korrupten Adligen und seines Sohnes im Vereinigten Königreich; die Ermordung des Anführers einer verbrecherischen Biker-Gang in Rotterdam; und der Mord an drei der vier anderen Männern, die neben Ort-Meyer seine „Väter“ darstellten: Arkadij Jegorov, ein Waffenschmuggler, der in Rotterdam Geschäfte mit der Biker-Gang macht; Frantz Fuchs, ein Terrorist und Bruder des Schwarzmarkthändlers in Kamtschatka, der in einem Hotel in Budapest eine Bombe zünden will; und Lee Hong, der Anführer der "Red-Dragon-"Triade in Hongkong.
Während dieser Zeit erscheint ein ICA-Arzt und führt eine Notoperation an 47 durch, damit dieser nicht verblutet, aber Beamte der Groupe d’Intervention de la Gendarmerie Nationale (GIGN) stürmen das Hotel, um 47 gefangen zu nehmen. Während der ICA-Arzt zur Flucht gezwungen wird, ohne die Wunde zu verbinden, gewinnt 47 seine Kraft zurück und nimmt sich der Angelegenheit an, bevor er sich an das Briefing für seinen aktuellen Auftrag erinnert. Er erinnert sich, dass er zwei der drei Ziele ausgeschaltet hatte, die er eliminieren sollte (ein Ereignis, das später in einer Mission in Hitman: Blood Money dargestellt wird), die alle an einem Kinderprostitutionsring in Osteuropa beteiligt waren. Er erinnert sich auch, dass das dritte Ziel, der korrupte GIGN-Offizier Albert Fournier, den Attentatsversuch überlebte, nachdem er auf 47s Aufenthaltsort hingewiesen worden war und zudem für dessen Verletzung verantwortlich ist.
Während sich die GIGN darauf vorbereitet, 47s Zimmer zu stürmen, das langsam mit Tränengas geflutet wird, entkommt 47 aus dem Hotel, mit dem Ziel seinen Auftrag doch noch zu erfüllen. Er erreicht die Straßen, findet und tötet Fournier und flieht schließlich zum Flughafen Charles-de-Gaulle. Im Flugzeug, das ihn außer Landes bringt, trifft 47 auf seine Auftraggeberin Diana Burnwood, die seinen Verdacht bestätigt, dass jemand über den Auftrag Bescheid wusste, und ihn warnt, dass die ICA von derselben Gruppe angegriffen wird. 47 erklärt sich damit einverstanden, den Fall zu untersuchen, und erhält von Diana eine Akte, in welcher die Gruppe als The Franchise bezeichnet wird, ein Feind der ICA, der versucht sie zu untergraben und die Kontrolle über Regierungen auf der gesamten Welt zu erlangen.

## Soundtrack
Der Hitman: Contracts Original Soundtrack wurde von Jesper Kyd komponiert und 2004 veröffentlicht. Die Partitur enthält die gleichen lateinischen Chorarrangements wie in allen vorherigen, wird jedoch stark gesampelt und in eine düstere Klangatmosphäre gebracht. Kyd fasste zusammen: „Erstens ist es eine viel dunklere Partitur. Hitman 2: Silent Assassin war eine epische Geschichte, die sich über die ganze Welt erstreckte. Obwohl es verschiedene Orte gibt, ist es diesmal keine große Geschichte. Viele dunklere, kleine Geschichten vermischen sich, so dass die Partitur dem düstereren Aspekt von Hitman und seiner Karriere folgt.“ Die Partitur wurde bei den BAFTA Games Awards 2005 mit dem Titel „Beste Originalmusik“ ausgezeichnet.
Der Soundtrack besteht aus folgenden Einzelteilen:
| Nummer       | Titel                   | Länge |
| ------------ | ----------------------- | ----- |
| 1.           | White Room & Main Title | 5:31  |
| 2.           | SWAT Team               | 3:58  |
| 3.           | Hong Kong Underground   | 4:43  |
| 4.           | Slaughter Club          | 8:51  |
| 5.           | Streets of Hong Kong    | 6:40  |
| 6.           | Double Ballers          | 2:36  |
| 7.           | Winter Night            | 3:34  |
| 8.           | Weapon Select Beats     | 1:40  |
| 9.           | 47 Detected             | 3:10  |
| 10.          | Invader                 | 3:41  |
| 11.          | Slaughterhouse          | 6:13  |
| 12.          | Sanitarium              | 4:29  |
| 13.          | Budapest Bath Hotel     | 5:23  |
| Gesamtlänge: | Gesamtlänge:            | 60:31 |

Neben dem Soundtrack von Jesper Kyd kommen in dem Spiel auch folgende Songs vor:
- Put Your Head on My Shoulder von Paul Anka in Level 2 „The Meat King's Party“ (2:37)
- A Different Kind of Love von Dick Walter in Level 4 „Beldingford Manor“ (5:18)
- Immortal von Clutch in Level 5 „Rendezvous in Rotterdam“
- Walking Dead von Puressence in Level 6 „Deadly Cargo“
- Le Souteneur (Monsieur Claude) von Faf Larage in Level 12 „Hunter and Hunted“

## Rezeption
Die Brutalität habe sich abgenutzt. Auch die Hintergrundgeschichte bleibe flach. Dem Spieler erwarte ein Sammelsurium an Missionen, dafür jedoch die bekannte hohe spielerische Freiheit. Es böte kaum neues, auch auf technischer Seite. Splinter Cell sei Hitman mittlerweile überlegen.
Man merke dem Spiel die kurze Entwicklungsdauer an. Der Umfang sei knapp und der Vorgänger deutlich besser. Ein Großteil der Einsätze sei aus dem ersten Teil Hitman: Codename 47 entlehnt. Die Schauplätze besäßen alle mehrere Lösungswege mit glaubwürdigen Figuren. In den Missionsbeschreibungen fehlen Hinweis. Die Zwischensequenzen haben Thriller Flair, wobei eine stringente Handlung fehle. Die Farbfilter und Szenerie erinnern an den Kinofilm Sieben. Der Soundtrack sei hervorragend.